# Michał Jerchel

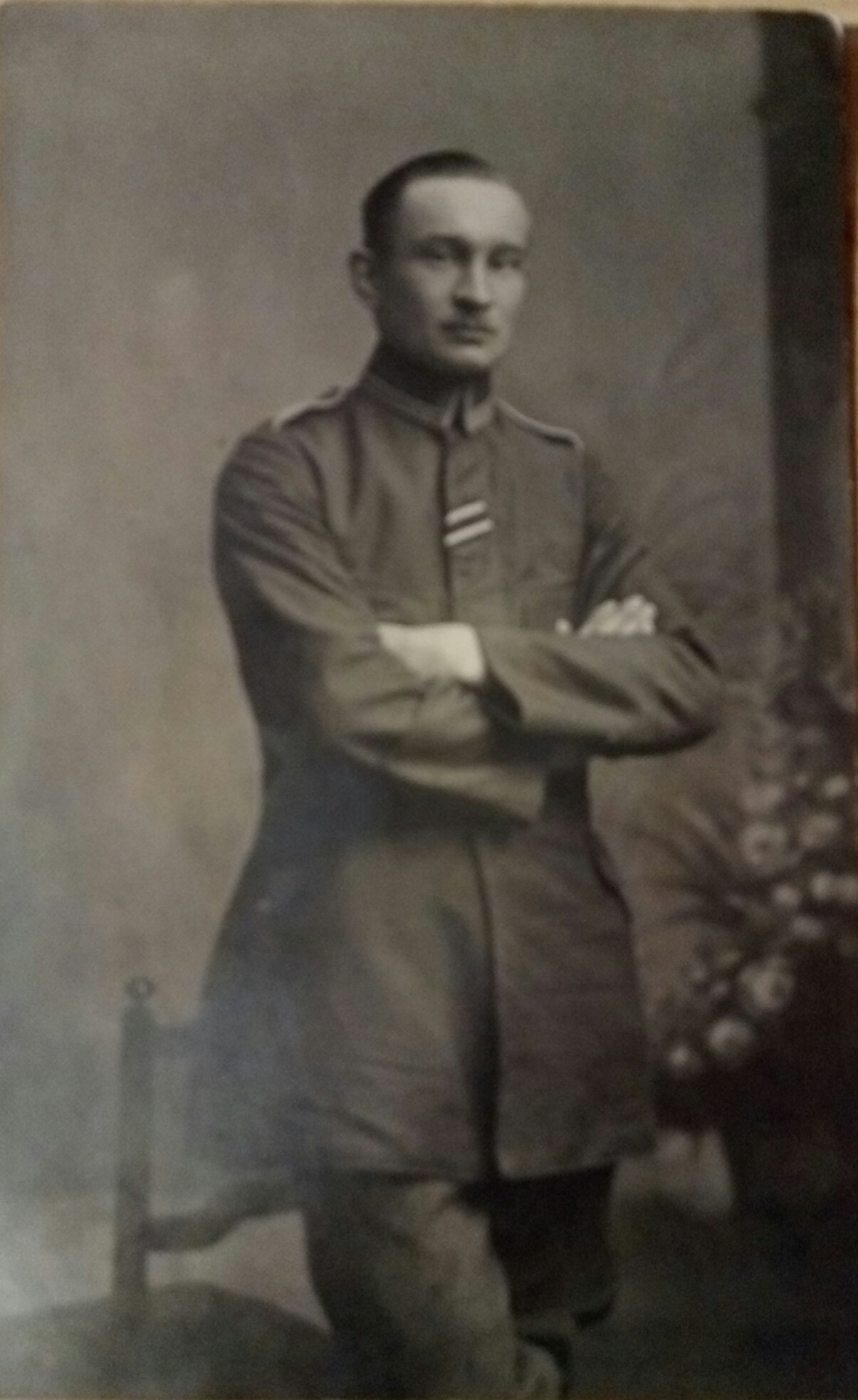
Michał Jerchel w mundurze żołnierza armii niemieckiej

Michał Jerchel (ur. 4 września 1892 w Ostrzeszowie, zm. wiosną 1940 w Katyniu) – kapitan piechoty Wojska Polskiego, ofiara zbrodni katyńskiej.

## Życiorys
Urodził się w Ostrzeszowie, w rodzinie Roberta i Balbiny z Marszałków. W 1913 został powołany do armii niemieckiej. Uczestnik I wojny światowej i powstania wielkopolskiego. W wojnie 1920 był dowódcą kompanii w 70 pułku piechoty.
W okresie międzywojennym pozostał w wojsku. Służył w 70 pułku piechoty w Jarocinie. 3 maja 1922 roku został zweryfikowany w stopniu kapitana ze starszeństwem z dniem 1 czerwca 1919 roku i 984. lokatą w korpusie oficerów piechoty.
W 1922 zdobył tytuł mistrza Korpusowych Oficerskich Zawodów Strzeleckich Okręgu Korpusu Nr VII a w Mistrzostwach Wojsk Polskich w strzelaniu pojedynczym zajął 12 miejsce.
W 1928 roku służył w 86 pułku piechoty w Mołodecznie. W 1929 roku został przeniesiony w stan spoczynku.
Współpracował z Oddziałem II Sztabu Głównego, był zatrzymany przez Niemców jako współpracownik polskiego wywiadu. 6 czerwca 1930 został skazany na karę pięciu lat i siedmiu miesięcy ciężkiego więzienia „za zdradę tajemnicy wojskowej na rzecz Polski”. W czerwcu 1935 wrócił do kraju i zamieszkał w Kępnie.
Aktywny w Związku Weteranów Powstań Narodowych. W 1935 wybrany prezesem Tymczasowego Komitetu Powiatowego w Kępnie b. Powstańców Wielkopolskich, rok później został prezesem Koła W Kępnie i delegatem na Walne Zgromadzenie Związku Weteranów. W latach 1937/38 był wójtem Gminy Podzamcze. Ostatni przedwojenny burmistrz Grabowa nad Prosną.
W kampanii wrześniowej zmobilizowany, następnie wzięty do niewoli radzieckiej. Według stanu na kwiecień 1940 był jeńcem obozu w Kozielsku. Między 7 a 9 kwietnia 1940 przekazany do dyspozycji naczelnika smoleńskiego obwodu NKWD – lista wywózkowa 017/1 poz. 87, nr akt 1813 z 05.04.1940. Został zamordowany między 9 a 11 kwietnia 1940 przez NKWD w lesie katyńskim. Nie został zidentyfikowany podczas ekshumacji prowadzonej przez Niemców w 1943. Krewni do 1957 poszukiwali informacji przez Biuro Informacji i Badań Polskiego Czerwonego Krzyża w Warszawie.

## Życie prywatne
Od 1929 mieszkał w Kępnie. Żonaty z Marią z Banasiaków, z którą miał córkę Mariannę. Miał dwoje wnuków - Magdalenę Kowalik i Krzysztofa Kowalika. 9 maja 2014 roku wnuk Krzysztof  wraz z Burmistrzem Miasta i Gminy Grabów nad Prosną, Zenonem Cegłą posadzili Dąb Pamięci ku Czci Ofiar Zbrodni Katyńskiej.
Na cmentarzu w Kępnie jest grób Marii Jerchel, zmarłej w 1986 i symboliczna tablica poświęcona pamięci Michała Jerchela.

## Upamiętnienie
- Minister Obrony Narodowej Aleksander Szczygło decyzją Nr 439/MON z 5 października 2007 awansował go pośmiertnie na stopnień majora. Awans został ogłoszony 9 listopada 2007, w Warszawie, w trakcie uroczystości "Katyń Pamiętamy – Uczcijmy Pamięć Bohaterów".
- Dąb Pamięci - posadzony przez Gimnazjum im. Zjednoczonej Europy w Grabowie nad Prosną, ul. Przemysłowa 1A, 63-520 Grabów nad Prosną (certyfikat nr 004441/001258/WE/2014).
- tytuł honorowego obywatela miasta Grabowa nad Prosną - 30 października 2000[18]

## Ordery i odznaczenia
- Krzyż Niepodległości – 17 marca 1938 roku „za pracę w dziele odzyskania niepodległości”, zamiast nadanego 9 listopada 1932 roku Medalu Niepodległości[19][20]
- Krzyż Walecznych[21]
- Medal Pamiątkowy za Wojnę 1918–1921 „Polska Swemu Obrońcy”
- Medal Dziesięciolecia Odzyskanej Niepodległości
- Krzyż Kampanii Wrześniowej – pośmiertne 1 stycznia 1986